# عبد رباح
عبد رباح (بالعبرية: עבד רבאח‏) هو لاعب كرة قدم من فلسطيني ال 48 لعب في مركز الدفاع، ولد في 9 يونيو 1975 في عرابة في فلسطين. شارك مع منتخب إسرائيل لكرة القدم. أما مع النوادي، فقد لعب مع اتحاد أبناء سخنين.

## وصلات خارجية
- عابد رباح على موقع Soccerway.com (الإنجليزية)